# أولاد يوسف
أولاد يوسف، قرية جبلية صغيرة تقع على بعد 7 كيلومترات من مركز نزالة بني عمار وعلى بعد 25 كيلومترا من مدينة مولاي إدريس زرهون وعلى بعد 41 كيلومترا عن مدينة مكناس العاصمة الإسماعيلية، وحوالي 45 كيلو متر عن مدينة فاس العامرة عاصمة العلم والعلماء، و45 كيلومتر عن مدينة سيدي قاسم.
قرية أولاد يوسف زرهون الشمالية هي القرية التي ولد فيها الثائر على النظام العلوي عمر بن إدريس الجيلالي بن ادريس محمد اليوسفي الزرهوني، الملقب بـ بوحمالة أو كما يسميه معارضوه ببوحمارة، والذي أقام ثورة في بداية القرن العشرين سنة 1902 تحديداً، واستمر حاكماً للمنطقة التي استولى عليها لغاية سنة 1909 حتى قتل على يد النظام الحاكم آنذاك بمدينة فاس.

## أعلام
- بوحمارة